# Sabanagrande (Honduras)
Pour les articles homonymes, voir Sabanagrande.
Sabanagrande est une municipalité du Honduras, située dans le département de Francisco Morazán. Elle est fondée en 1671. La municipalité de Sabanagrande comprend 14 villages et 156 hameaux.

## Source de la traduction
- (en) Cet article est partiellement ou en totalité issu de l’article de Wikipédia en anglais intitulé « Sabanagrande, Honduras » (voir la liste des auteurs).